# Kitagawa Utamaro
Kitagawa Utamaro (in giapponese 喜多川 歌麿; 1753 – Edo, 1806) è stato un pittore e disegnatore giapponese, considerato uno dei maggiori artisti dell'ukiyo-e, la stampa a blocchi di legno.

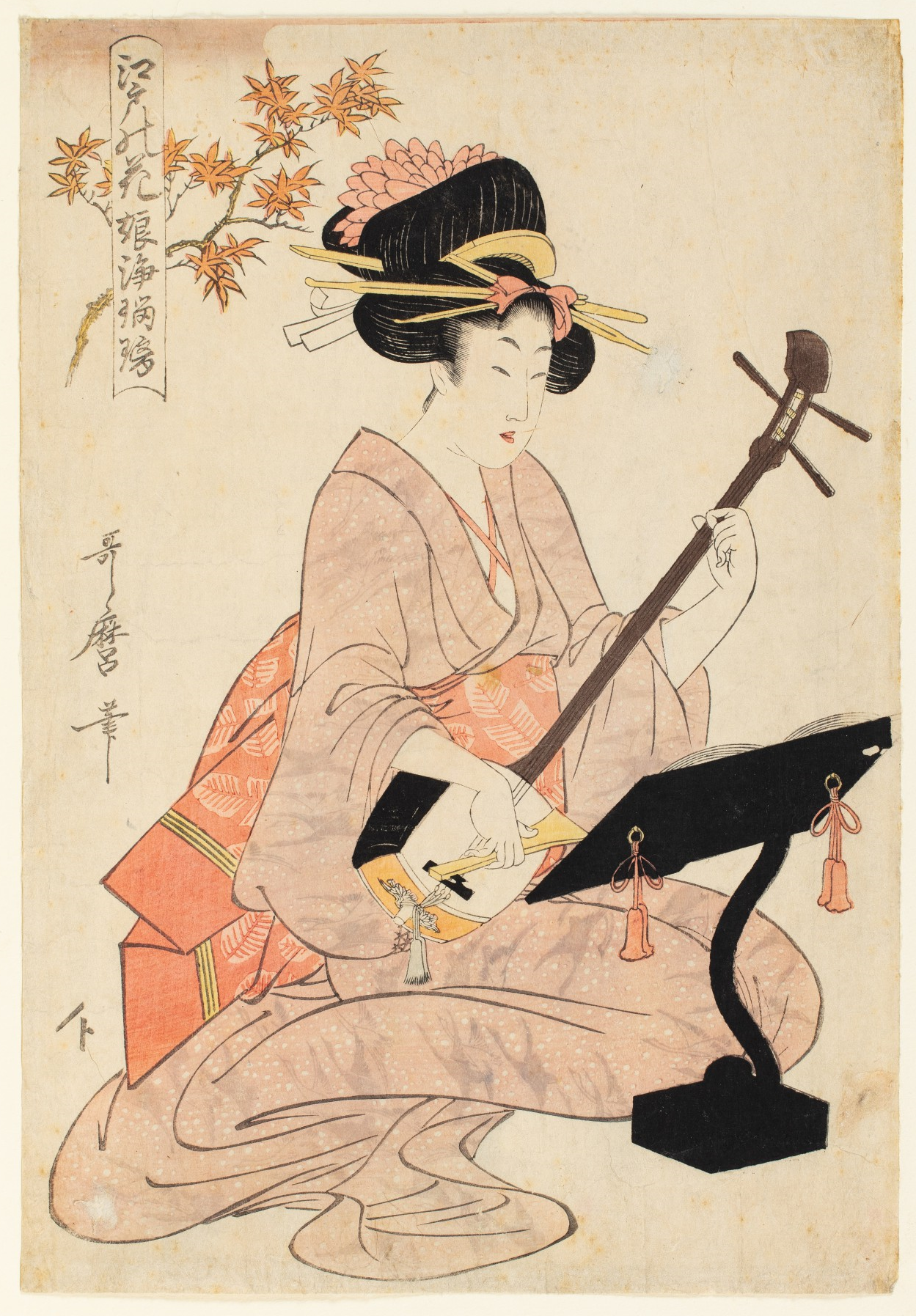
Fiori di Edo: La storia cantata di una giovane donna al Shamisen, 1800 circa

È conosciuto principalmente per i suoi studi di donne, magistralmente composti, chiamati bijin-ga. Nelle sue prime bijin riscontriamo l'influenza dell'opera di Kiyonaga, prima che Utamaro iniziasse a realizzare un modo più individualizzato di disegnare i volti idealizzati.
Compì anche degli studi su soggetti naturali, in particolare libri illustrati sugli insetti.
Le sue opere vennero diffuse in Europa verso la metà del XIX secolo, dove divenne molto famoso, in particolare in Francia. Influenzò così gli impressionisti europei, soprattutto per il suo uso di scorci, con una certa enfasi su luci e ombre.

## Biografia

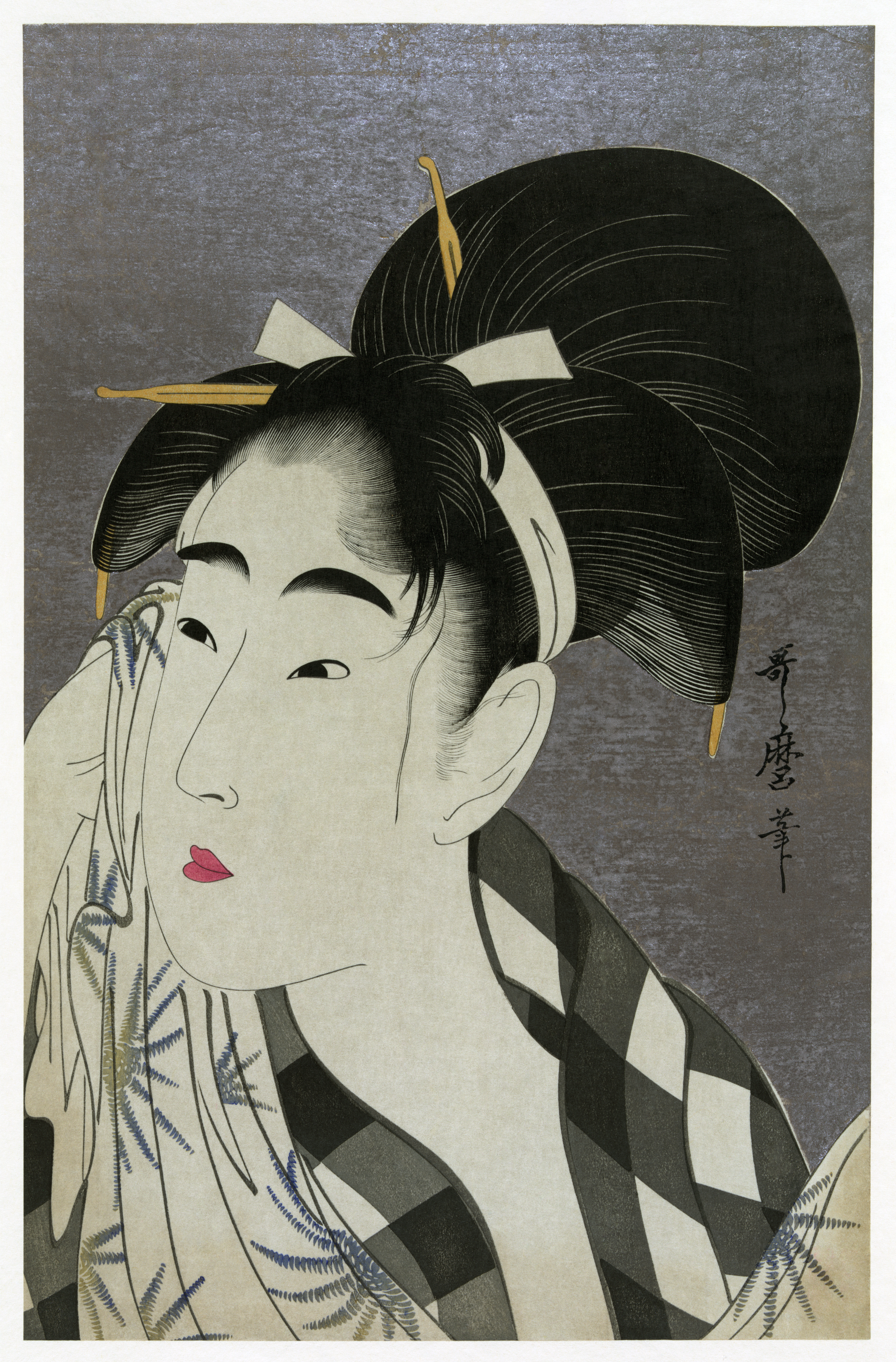
Ase o fuku onna (donna che si asciuga il sudore), incisione del 1798, stampata fra il 1918 e il 1923

Le informazioni sulla vita di Utamaro sono molto scarse ed ogni fonte ne dà una versione completamente diversa.
Alcune di esse sostengono che sia nato a Edo (oggi Tokyo), Kyoto, o Osaka (le tre città principali del Giappone), o in una cittadina di provincia (nessuno riesce ad individuarla con certezza) intorno al 1753. Secondo un'altra tradizione non dimostrata, sarebbe nato a Yoshiwara, un quartiere di piacere, e sarebbe figlio dei proprietari di una casa da tè. Il suo vero nome era Kitagawa Ichitaro.
Divenne allievo di Toriyama Sekien fin da bambino, e alcune fonti ritengono che potrebbe essere suo figlio. Visse a casa del suo maestro anche durante l'adolescenza e mantenne i rapporti con lui fino alla morte di Sekien nel 1788.

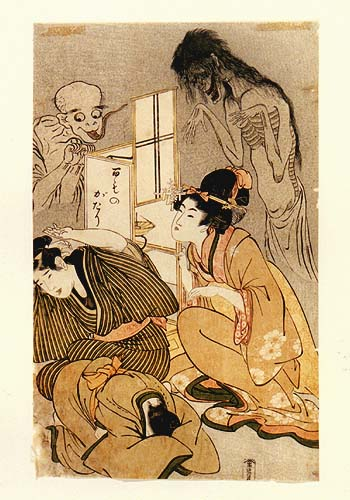
Cento storie di demoni e spiriti

Sekien aveva studiato pittura dapprima alla scuola Kanō, aristocratica; da adulto cominciò ad avvicinarsi alla scuola popolare (o ukiyo-e) ed ebbe molti altri allievi, nessuno dei quali si distinse in modo particolare.
Utamaro, come era abitudine all'epoca, cambiò nome appena raggiunta l'età adulta e si fece chiamare infine Ichitaro Yusuke quando divenne più vecchio. Sembra che si sia sposato, ma non abbia avuto figli.
La sua prima opera di un certo rilievo è stata la copertina per un libro di commedie kabuki, pubblicato nel 1775, a 22 anni, con il gō (pseudonimo) "Toyoaki". In seguito produsse una serie di stampe di attori e guerrieri, programmi teatrali e altro materiale del genere. A partire dalla primavera del 1781, cambiò il suo gō in Utamaro e cominciò a disegnare le sue celeberrime stampe di donne.
Intorno al 1783, andò ad abitare con il giovane ed emergente editore Tsutaya Juzaburo, con cui visse per circa 5 anni. Sembra sia stato l'artista principale del laboratorio di Tsutaya. La sua produzione di stampe fu alquanto scarsa negli anni successivi, dato che si occupò principalmente di illustrare libri kyoka (letteralmente 'versi pazzi'), una parodia dei classici waka. Non è pervenuto nulla di ciò che ha prodotto tra il 1790 e il 1792.
Intorno al 1791 circa, Utamaro smise di illustrare libri per dedicarsi alle illustrazioni di donne a figura intera, a differenza degli altri artisti dell'ukiyo-e che prediligevano i gruppi di donne. Nel 1793 venne riconosciuto da tutti come un artista e si concluse il suo accordo di semi-esclusività con l'editore Tsutaya Juzaburo. Si dedicò in seguito a numerose serie divenute molto famose, che rappresentano tutte le donne del distretto di Yoshiwara.
Durante gli anni successivi, illustrò dei libri di studi naturali e dei shunga, illustrazioni erotiche. Nel 1797, morì Tsutaya Juzaburo e Utamaro rimase sconvolto dalla perdita del suo amico. Alcuni commentatori ritengono che le sue opere non raggiunsero più il livello di quelle precedenti.
Nel 1804, al culmine del suo successo, ebbe dei problemi con la giustizia per aver pubblicato delle stampe su un romanzo storico censurato. Le stampe, intitolate Hideyoshi e le sue cinque concubine, raffiguravano la moglie e le concubine del comandante militare Toyotomi Hideyoshi; per questo motivo, fu accusato di insultare la dignità di Hideyoshi. Fu condannato ad essere in manette per 50 giorni (alcuni riportano che fu imprigionato per poco). Secondo certe fonti, questa esperienza lo sconvolse emotivamente, tanto da troncargli la carriera di artista.
Morì due anni dopo a Edo, il ventesimo giorno del nono mese del 1806, all'età di 53 anni.

## Allievi
Dopo la morte di Utamaro, il suo allievo Koikawa Shuncho continuò a produrre stampe nello stile del maestro, prendendo il gō (nome d'arte) di Utamaro, fino al 1820; oggi ci si riferisce a queste opere come "Utamaro II". Dopo il 1820, cambiò il gō in Kitagawa Tetsugoro.

## Carriera
Utamaro produsse oltre 2000 stampe, insieme ad un numero elevato di dipinti, surimono, libri illustrati (tra cui più di trenta shunga) ed altre opere.
I suoi lavori più famosi sono Dieci tipi di fisionomia di donne, Una collezione di bellezze dominanti, Grandi temi d'amore della poesia classica (chiamati a volte Donne innamorate, contenente le stampe L'amore rivelato e L'amore pensieroso) e Dodici ore dei quartieri di piacere.
Solo lui, rispetto ad altri artisti ukiyo-e a lui contemporanei, riuscì ad ottenere una fama a livello nazionale mentre era in vita. Le sue bellezze sensuali sono considerate le migliori bijin-ga di tutto l'ukiyo-e. Riuscì a catturare sottili aspetti della personalità, cambiamenti nello stato d'animo nelle donne di ogni classe, età e situazione. La sua reputazione non è diminuita da allora e grazie alle sue opere, conosciute in tutto il mondo, è considerato uno della mezza dozzina dei maestri ukiyo-e di tutti i tempi.

## Serie di stampe

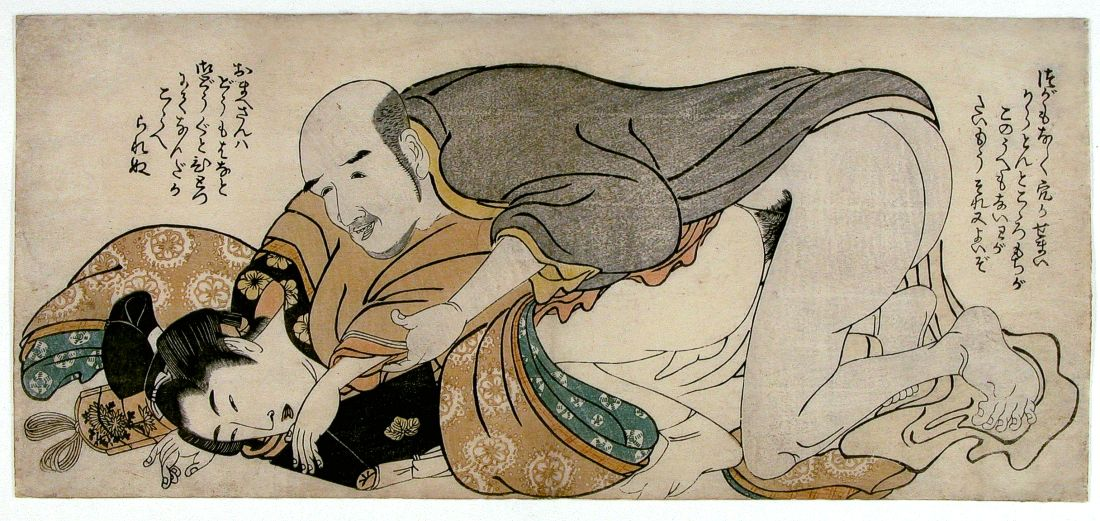
Coppia maschile, 1802 circa

Ecco una lista incompleta delle serie di stampe, con le date:
- Poesie scelte (1791-1792)
- Dieci tipi di fisionomia di donne (1792-1793)
- Famose bellezze di Edo (1792-1793)
- Dieci studi di donne (1792-1793)
- Antologia di poesie: sezione sull'amore (1793-1794)
- Neve, luna e fiori delle case da tè (1793-1795)
- Serie di bellezze incomparabili del giorno d'oggi (1794)
- Dodici ore nelle case da tè (1794-1795)
- Bellezze rigogliose del giorno d'oggi (1795-1797)
- Una serie di amanti appassionati (1797-1798)
- Dieci tipi di fisionomia femminile (1802)

## Nella cultura di massa
- Il regista Kenji Mizoguchi realizza nel 1946 il film Cinque donne intorno a Utamaro, che racconta alcuni episodi della vita del celebre artista, concentrandosi sulle vicende sentimentali delle donne (giovani aristocratiche, modelle e prostitute) che frequentano il suo studio.
- Esiste un film del 1982 sull'artista chiamato Il mondo di Utamaro, del regista Akio Jissōji, con Mikijirō Hira, Mori Kishid, Kyōko Kishida, Shin Kishida, Mako Midori, Eiji Okada, Eishin Tōno, Shingo Yamashiro.
- Kitagawa appare, interpretato da Shirō Sano nel film Sharaku di Masahiro Shinoda.
- Utamaro ha un ruolo importante nella storia a fumetti Il mondo fluttuante di Lilith, personaggio di Luca Enoch edito dalla Sergio Bonelli Editore, episodio pubblicato nel novembre 2012 e ambientato a Osaka in una realtà alternativa.
- Kitagawa è il protagonista del manga di finzione Utamaro - Il pittore visionario di Gō Nagai.